# Pusta noc
Pusta noc (kasz. pustô noc) – nazwa ostatniej nocy przed pogrzebem zmarłej osoby, modlitewne czuwanie przy zmarłym znane w latach 80. XX wieku na obszarach wiejskich całej Polski, współcześnie szczególnie na Kaszubach i Kurpiach Zielonych. W wieczór przed pogrzebem ludzie gromadzili się w domu nieboszczyka, aby tam odmówić różaniec. Po odmówieniu modlitw w intencji zmarłego pozostawali w domu żałoby, aby do rana lub przez parę godzin śpiewać pieśni pustonocne. 

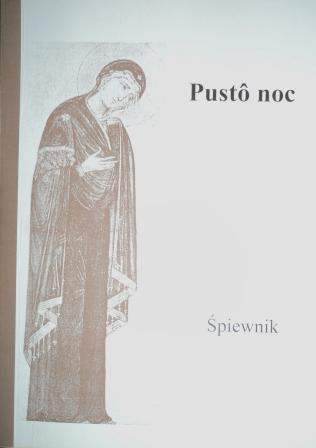
Śpiewnik wykorzystywany podczas pustych nocy, pod redakcją ks. Jana Perszona

## Etymologia pojęcia

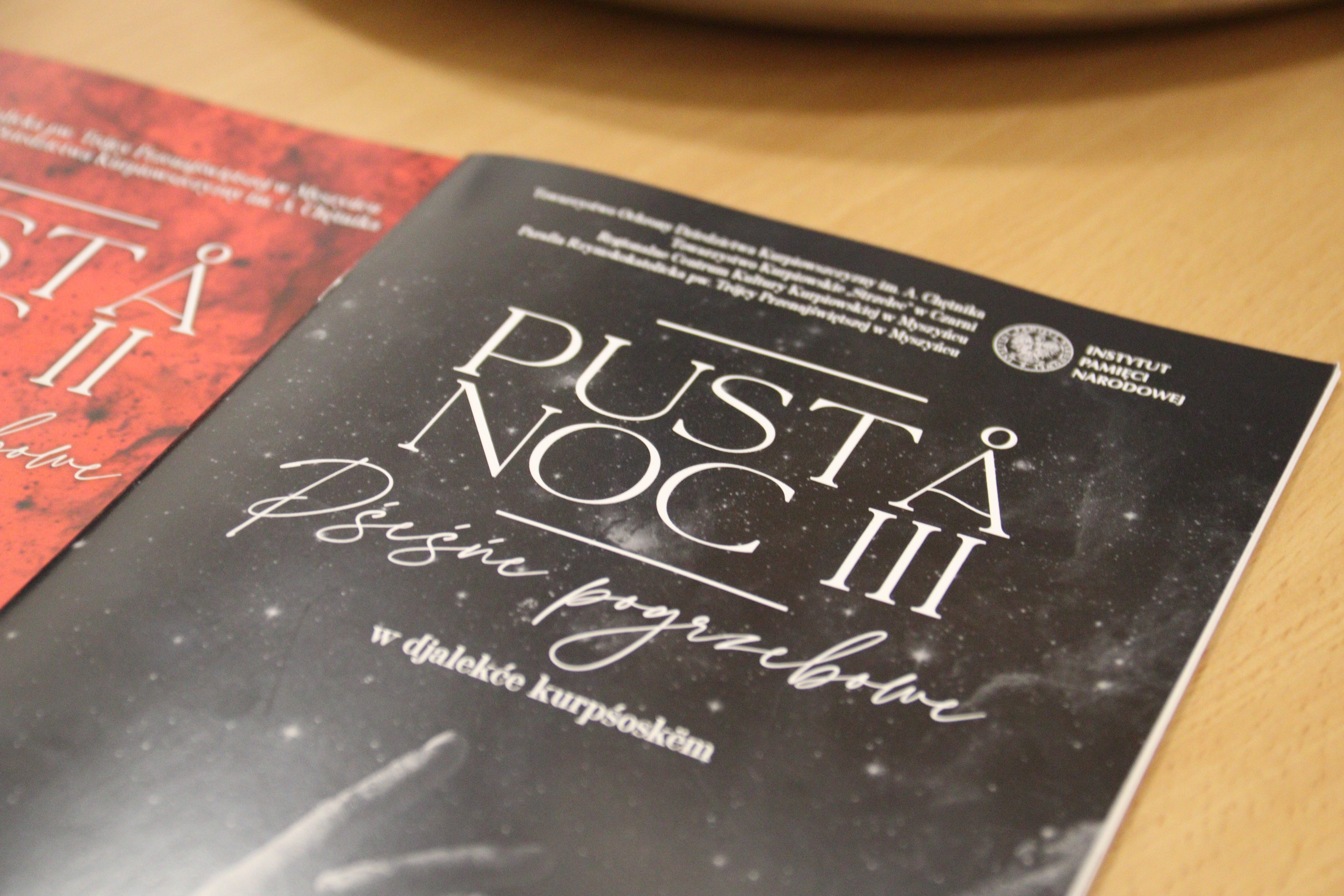
Śpiewnik z pieśniami pogrzebowymi w dialekcie kurpiowskim

Nazwa nawiązuje do pustki po odejściu bliskiej osoby. Być może przymiotnik pusty oznacza po prostu cichy, pozostawiony samemu sobie, wiąże się też z zakazem wykonywania do dnia pogrzebu głośnych prac. Staropolskie pusty znaczyło też jednak również opuszczony, pozbawiony pomocy i zapomniany. Takiemu zapomnieniu o duszy i jej osamotnieniu zapobiegano przez sprawowanie tego domowego obrzędu. Dawniej takie spotkania odbywały się nad trumną zmarłego, przechowywaną w domu, dziś jednak zazwyczaj zmarły w domu obecny nie jest. Czasem nawet sam obrzęd odbywa się na terenie wyznaczonej salki czy kapliczki w danej parafii, a nie w domu. 
Zwyczaj był żywy na terenie wspólnoty bałtosłowiańskiej, ale z czasem zapomniano o nim na większej części wspomnianego obszaru. Jeszcze w XIX wieku czuwano przez kilka nocy przed pogrzebem, a w ostatnią do samego rana. Współcześnie to czuwanie zaledwie kilkugodzinne, przed samym pogrzebem. 
Według ustaleń ks. Jana Perszona praktykowane współcześnie nabożeństwo przybrało swój obecny kształt jeszcze w XVIII lub na początku XIX wieku.  
Zwyczaj funkcjonuje przede wszystkim na Kaszubach, głównie na wsiach, i na Kurpiach Zielonych. W miastach jedynie w gronie osób, które zamieszkują w mieście od niedawna i dlatego kultywują tradycje wsi, z której przybyli. Zwyczaj praktykowany był także na terenie Działdowszczyzny (woj. warmińsko-mazurskie) jeszcze w połowie XX wieku. 

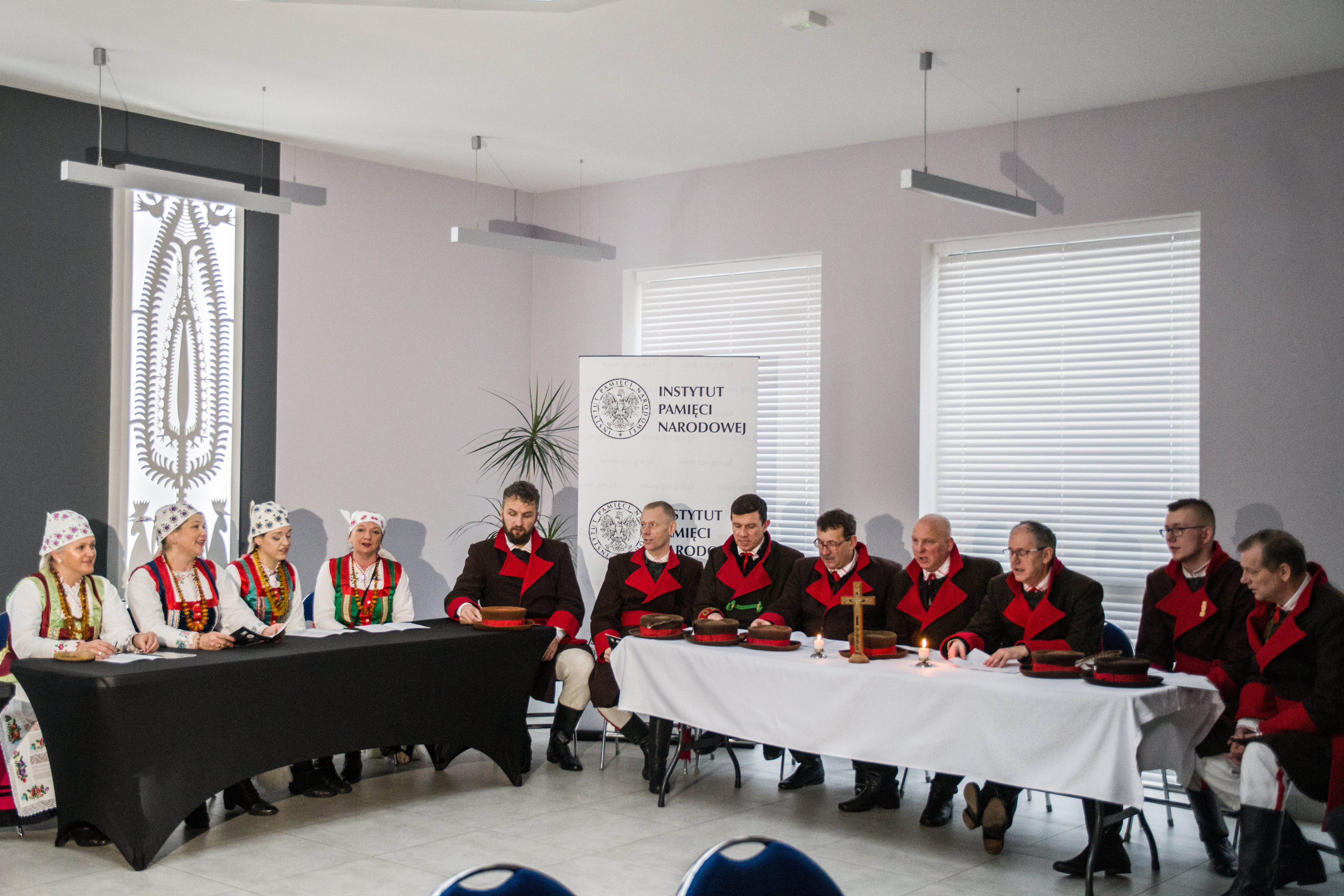
Pusta noc w Myszyńcu (Kurpie Zielone)

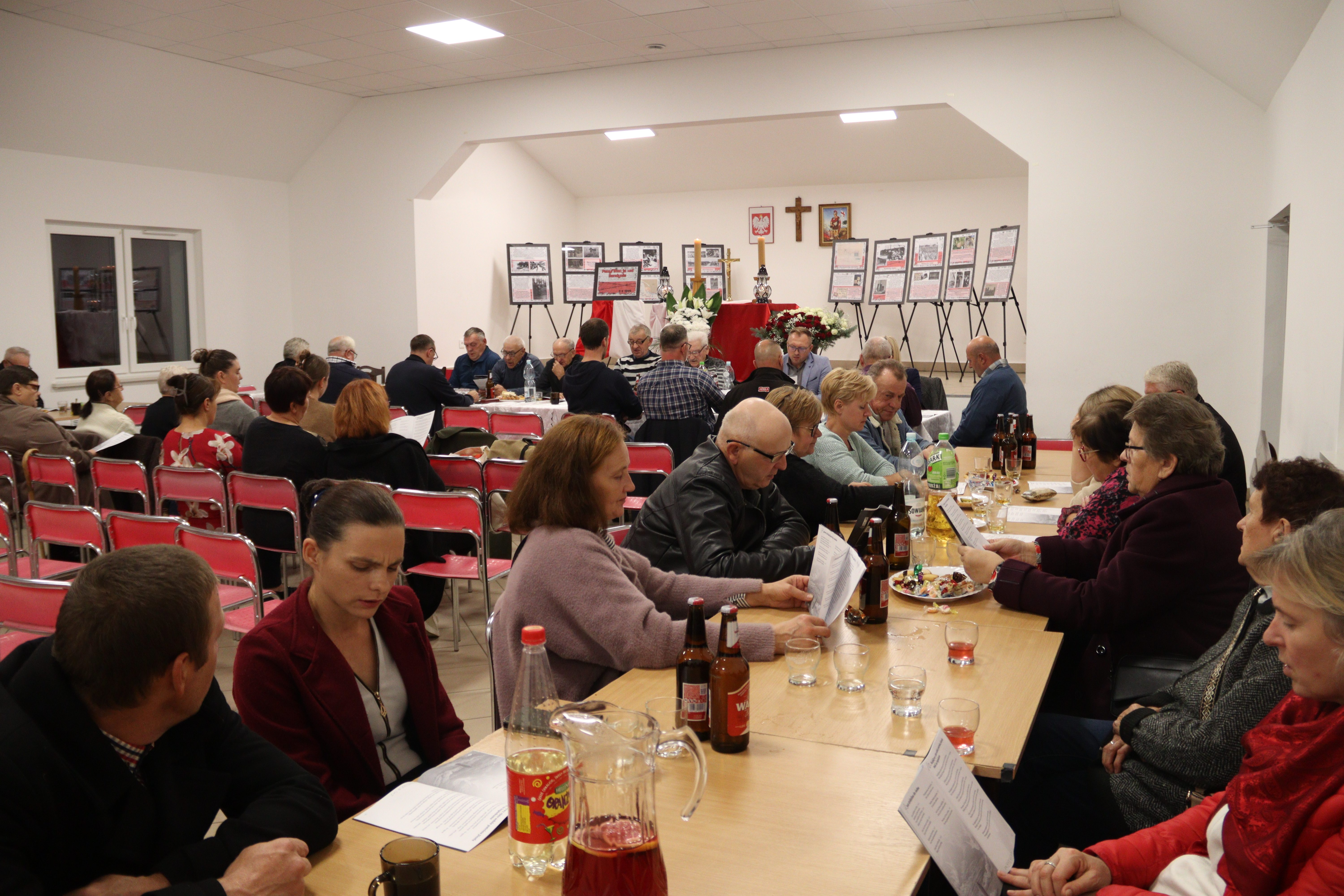
Pusta noc w Bandysiach z okazji 80. rocznicy pacyfikacji wsi

## Przebieg wydarzeń
- Spotkanie na różańcu, wspólna modlitwa. We wnętrzu stoją krucyfiks i zapalone świece, a stoły przykryte są białym obrusem. Ów obrus sygnalizuje, że będzie się odbywała pusta noc.
- Po wspólnej modlitwie kobiety mające małe dzieci, ludzie chorzy wracają do domów, pozostali zasiadają wokół stołów.
- Śpiew pieśni ze śpiewnika wydanego przez ks. Jana Perszona, a nierzadko korzysta się z ręcznie powielanych w grubych zeszytach  zapisów pieśni. Pojedyncza pieśń wykonywana jest od kilku do kilkunastu minut, gdyż każda ma co najmniej kilka, a nawet kilkanaście zwrotek. Jedna z bardziej znanych – Za starosty Marcyjana ma aż 56 strofek.
- W czasie przerw w śpiewie na stole pojawia się kawa (szczególnie lubiany na Kaszubach napój), a także ciasta i kanapki przygotowane wcześniej przez domowników.

## Uczestnicy
Śpiewowi przewodzi zazwyczaj śpiewak, który para się tym niemalże zawodowo, najczęściej był to mężczyzna. Często jest to zajęcie dziedziczone po ojcu, dziadku. Czasem można napotkać całe grupy śpiewaków, które śpiewają naprzemiennie jako chóry. Ważny jest donośny, mocny głos, gdyż śpiewa się kilka godzin, a śpiew musi być głośny. Są wsie, w których udział w wydarzeniu biorą całe rodziny z małymi dziećmi, ale są i takie, w  których młodzi wolą unikać tego typu spotkań, a wśród śpiewających dominują starsi mieszkańcy wsi. Liczba osób biorących udział w pustej nocy często związana również jest ze statusem zmarłego – z tym, czy i na ile był człowiekiem ważnym w danej społeczności. Na Kaszubach odbyły się również puste noce w przeddzień pogrzebu papieża Jana Pawła II.

## Cel obrzędu
- Do współczesnego człowieka przemawia najczęściej wyjaśnienie, że powtarzalność i monotonność śpiewu przynosi ulgę uczestnikom pustej nocy. Dla dawnych wykonawców pieśni śpiew i szukanie w nim ukojenia były konwencjonalnym zachowaniem wobec śmierci.
- Wydarzenie pełni też funkcję integrującą lokalną społeczność. Mieszkańcy dobrze wiedzą, kto się na pustej nocy zjawił, a kogo zabrakło. To moment umacniający więzi solidarności wśród mieszkańców. Wyjaśnienie nieobecności może stać się źródłem domysłów i plotek.
- Mieszkańcy przekonani są, że kto śpiewa, dwa razy się modli.
- Ludzie uzasadniają również, że śpiewają, bo tak było zawsze. Ważna jest dla nich kontynuacja tradycji. Czasem przyrównują swoje czuwanie do pogrzebu Chrystusa i oczekiwania na zmartwychwstanie.
- Pusta noc stanowi też możliwość pożegnania się ze zmarłym szczególnie dla tych, których zabraknie na pogrzebie.
- Według wierzeń ludowych do pogrzebu zmarły stale przebywa w okolicy swojego domostwa. Można więc wówczas najwięcej dla niego zrobić, najwięcej też wymodlić. Zmarły niewłaściwie pożegnany może powracać do rodziny i znajomych, ukazywać się im pod postacią istoty zwanej wieszczi albo òpi. Modlitwa za zmarłego zabezpiecza spokój żywych.